# یان شیرر
یان شیرر (انگلیسی: Jan Shearer؛ زادهٔ ۱۷ ژوئیهٔ ۱۹۵۸) ورزشکار اهل نیوزیلند است.
وی در مسابقات کشوری و بین‌المللی در مجموع برندهٔ ۲ مدال نقره شده‌است.